# Hotel de Inmigrantes
L'Hotel de Inmigrantes è un polo museale della capitale argentina Buenos Aires. Tra il 1911 ed il 1953 è stato il principale punto d'ingresso per gli immigrati che sbarcavano in Argentina. Al suo interno i nuovi arrivati venivano registrati, curati, sfamati, formati ed infine indirizzati alla loro destinazione finale nel Paese.
Dichiarato Monumento Nazionale nel 1990, ospita oggi il Museo dell'Immigrazione ed il Centro d'Arte Contemporaneo.

## Storia
Nel 1857 fu costruito un primo Hotel de Inmigrantes per alloggiare gli immigrati che in quegli anni iniziavano ad arrivare a Buenos Aires in ondate sempre più numerose. Questa struttura, situato all'angolo tra le odierne avenida Corrientes e Leandro N. Alem, funzionò sino al 1874. Negli anni seguenti fu abilitato un secondo edificio come struttura ricettiva per gli stranieri che giungevano in Argentina.
Nel 1888, sulle sponde del Río de la Plata, nella barrio di Retiro, fu realizzato un nuovo edificio, volgarmente chiamato Rotonda (si trattava si un poligono di diciassette lati), destinato ad accogliere gli immigrati che giungevano in Argentina. A causa delle ondate migratorie sempre più numerose la struttura si rivelò ben presto insufficiente. In quegli anni stessi anni lo Stato argentino aveva avviato la costruzione del nuovo porto della capitale. Nel 1906, su incarico del Ministero delle Opere Pubbliche, iniziò la costruzione del nuovo Hotel de Inmigrantes, disegnato dall'architetto austro-ungarico János Kronfuss e situato sul lato settentrionale della Darsena Nord, a breve distanza del precedente.
L'edificio venne inaugurato nel 1911, durante la presidenza di Roque Sáenz Peña. L'Hotel era composto da una serie di strutture volte a facilitare lo sbarco di grandi masse di migranti. Vi era un imbarcadero, dove attraccavano i transatlantici e venivano controllati i documenti dei passeggeri, un ospedale, per curare quanti avessero contratto malattie prima o durante il viaggio, la direzione, una succursale del Banco de la Nación, l'Officina del Lavoro, dove gli immigrati venivano formati professionalmente, e infine l'hotel vero e proprio. In quest'ultima sezione, costruita interamente in cemento armato, vi erano dormitori comuni per una capacità ciascuno di 250 persone, cucine, forni e bagni. Una volta uscito dall'Hotel l'immigrato era indirizzato alla sua destinazione finale, missione peraltro facilitata dalla vicinanza con le tre stazioni ferroviarie di Retiro.
Tra il 1912 ed il 1953 accolse circa un milione d'immigrati.
Nel 1953, quando ormai l'Argentina non era più una destinazione privilegiata per gli immigrati dell'Europa meridionale ed orientale, l'Hotel de Inmigrantes venne chiuso. Parte dei suoi locali vennero adibiti a Museo dell'Immigrazione nel 1974. Nel 1990, durante la presidenza di Carlos Saúl Menem fu dichiarato Monumento Nazionale mediante il Decreto n° 2402.